# Under tha Influence
Albums de DJ Quik
Balance & Options
(2000) The Best of DJ Quik: Da Finale
(2002)
Singles
1. Put It on Me
Sortie : 6 août 2001
2. Trouble
Sortie : 25 avril 2002

Under tha Influence est le sixième album studio de DJ Quik, sorti le 4 juin 2002.
L'album s'est classé 7e au Billboard 200 et 27e au Top R&B/Hip-Hop Albums.

## Liste des titres
| No  | Titre                                                                    | Contient un (des) sample(s) de                                                     | Durée |
| --- | ------------------------------------------------------------------------ | ---------------------------------------------------------------------------------- | ----- |
| 1.  | Tha Proem (featuring Hi-C, Talib Kweli et Shyheim – Produit par DJ Quik) | Love and Happiness d'Al Green Part-E, S des Watts Prophets                         | 5:09  |
| 2.  | Trouble (featuring AMG – Produit par DJ Quik)                            |                                                                                    | 3:40  |
| 3.  | Come 2Nyte (featuring Truth Hurts – Produit par DJ Quik)                 |                                                                                    | 4:09  |
| 4.  | Put It on Me (featuring Dr. Dre et Mimi – Produit par Dr. Dre)           |                                                                                    | 5:00  |
| 5.  | Murda 1 Case (featuring KK et Pharoahe Monch – Produit par DJ Quik)      |                                                                                    | 3:38  |
| 6.  | Ev'ryday (featuring Hi-C et James DeBarge – Produit par DJ Quik)         |                                                                                    | 3:21  |
| 7.  | Get Loaded (featuring AMG – Produit par DJ Quik)                         |                                                                                    | 4:45  |
| 8.  | Gina Statuatorre (featuring Chuckey – Produit par DJ Quik)               |                                                                                    | 3:52  |
| 9.  | 50 Ways (featuring Wanya Morris – Produit par DJ Quik)                   | 50 Ways to Leave Your Lover de Paul Simon                                          | 3:39  |
| 10. | Quik's Groove 6 (Produit par DJ Quik)                                    |                                                                                    | 4:12  |
| 11. | Get tha Money (featuring Suga Free – Produit par DJ Quik)                | Cubano Chant du Art Blakey Percussion Ensemble Saturday Night Style de Mikey Dread | 2:43  |
| 12. | One on 1 (Produit par DJ Quik)                                           |                                                                                    | 3:00  |
| 13. | Sex Crymee (Produit par DJ Quik)                                         |                                                                                    | 3:33  |
| 14. | Birdz & Da Beez (featuring Hi-C et AMG – Produit par DJ Quik)            |                                                                                    | 3:46  |
| 15. | Oh Well (Produit par DJ Quik)                                            |                                                                                    | 11:34 |
| 16. | Out (Produit par DJ Quik)                                                |                                                                                    | 3:11  |